# Wasim Akram
Wasim Akram (urdu: وسیم اکرم; født d. 3. juni 1966) er en tidligere pakistansk cricketspiller. Han betragtes som en af de største cricketspillere nogensinde. Wasim bliver betragtet som den bedste left-arm fastbowler nogensinde. Han repræsenterede Pakistans cricketlandshold i Test cricket og One Day International cricket.